# Bruno Perone
Bruno Caldini Perone (ur. 6 lipca 1987 w São Paulo) – brazylijski piłkarz występujący na pozycji obrońcy w Extremadura UD.